# Filippo Simeoni
Filippo Simeoni (født 17. august 1971) er en italiensk tidligere landevejscykelrytter. Hans vigtigste sejre er de to etaper han vandt i Vuelta a España i 2001 og 2003.
I 2001 på etapen han vandt i Vueltaen, stoppede han lige før mål og bar cyklen over mållinjen, dette for at ære ofrene efter terrorangrebet 11. september 2001. Senere fik han en bøde for dette af det internationale cykelforbund.
Simeoni er siden kendt for sine offentlige tvister med Lance Armstrong. Simeonis læge Michele Ferrari var også Armstrongs læge. Simeoni vidnede i retten at Dr. Ferrari havde foreskrevet dopingmidler som EPO og væksthormoner til ham i 1996 og 1997. I 2001 og 2002 blev Simoni suspenderet for at have brugt doping.
Efter at Simeoni stod frem med beskyldninger mod Michele Ferrari, kaldte Lance Armstrong Simeoni en løgner, og der har senere været en isfront mellem dem.
I 2008 vandt han det italienske mesterskab i landevejscykling. Lige før Giro d'Italia 2009 indleverede han mestertrøjen i protest mod at hans hold (Ceramica Flaminia-Bossini Docce) ikke fik deltagelse. Han blev senere udelukket i fire måneder af det italienske cykelforbund for denne handling.